# Sant Andreu d'Andorra la Vella
L'església de Sant Andreu és una petita edificació religiosa situada a Andorra la Vella, al Principat d'Andorra, prop de l'antic del camí ral que anava de la capital del principat cap a la vall del Valira del Nord. D'origen romànic, fou construïda entre els segles xi i xii, tot hi que va sofrir posteriors transformacions i fou a la fi totalment refeta l'any 1958, a causa del seu estat ruïnós. Està registrada com a Bé d'Interès Cultural.

## Descripció

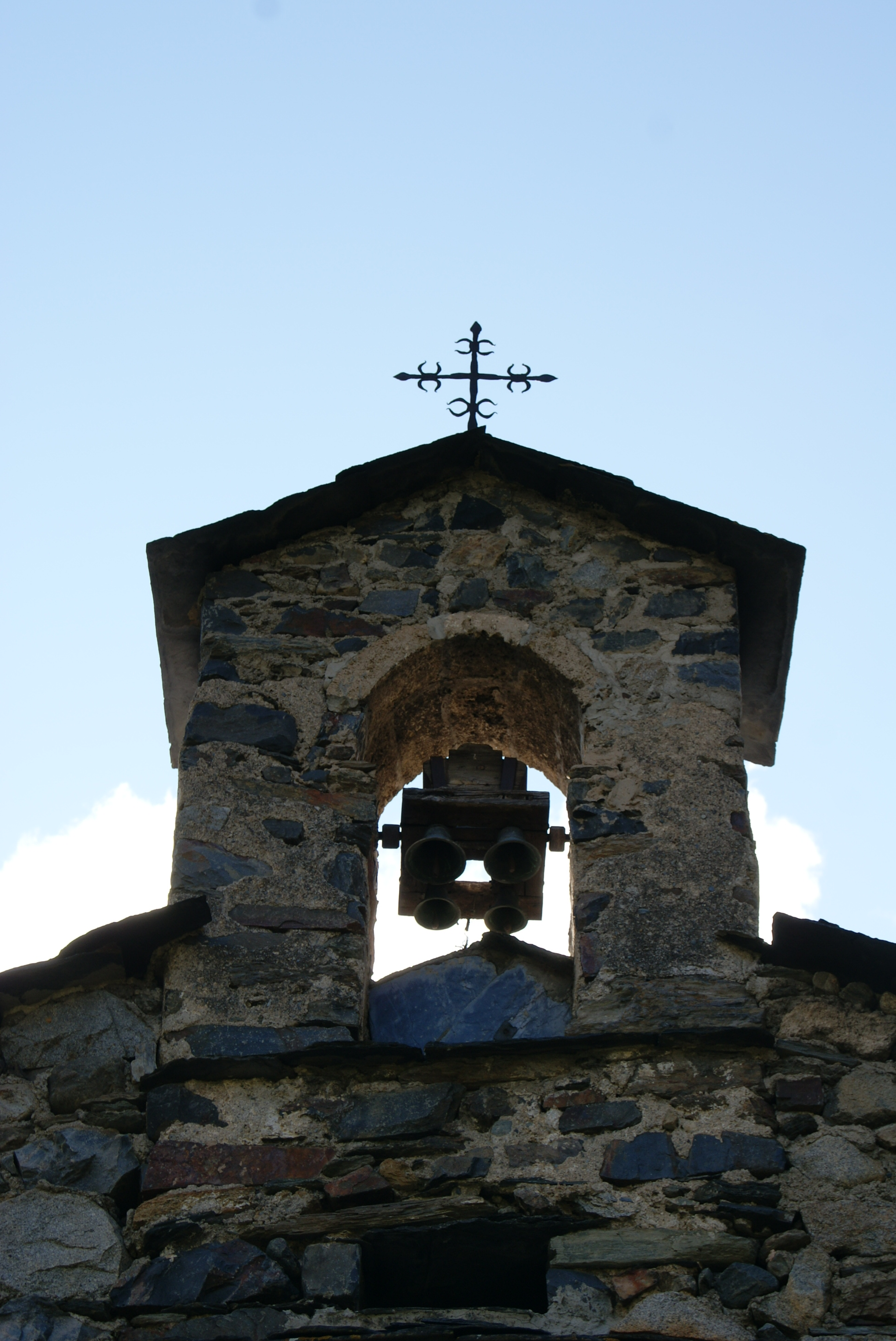
Vista del campanar d'espadanya d'un sol ull.

La capella, d'origen romànic, fou edificada amb murs formats per blocs de maçoneria esculpits, de forma irregular i originalment tenia la porta d'entrada amb arc de mig punt, al mur orientat al sud; contemporàniament es va obrir altre, a la paret oest i protegida per un porxo, que és la que s'utilitza al present. Consta d'una sola nau, amb coberta a dues vessants, de planta rectangular prolongada a l'est per un absis semicircular —cobert per un quart d'esfera— i un petit campanar d'espadanya sobre l'arc presbiteral situat a la intersecció de l'absis amb la nau.
De l'orfebreria d'origen romànic provinent de l'església se'n conserva, al Museu Episcopal de Vic, un reliquiari amb forma d'arqueta del segle xii.